# Полінезійські релігії
Полінезійські релігії — сукупність релігійних і міфологічних уявлень народів Полінезії, що характеризуються низкою спільних рис, спільною героїкою тощо 
На відміну від близьких їм меланезійських і мікронезійських полінезійські міфології (релігії) знають цілий пантеон вищих богів.  
Майже повсюдно вищий рівень цього пантеону включає Тангароа (Тангалоа, Тагалоа, Таароа).  
Загальнополінезійські боги дублюють один одного у вчиненні таких діянь, як відділення неба від землі, а також створення самої землі, людей, культури. Переважно бог-творець (деміург) — це бог морської стихії. 
У підземному царстві мертвих По, де царює хазяїн (хазяйка) смерті Світу душі звичайно гинуть. Але душі керманичів і героїв, за уявленнями західних полінезійців, відправляються на захід — у країну Пулоту́ (Болоту), а відповідно до уявлень, що панують в інших частинах Полінезії, повертаються на Гаваїки. 
Мауї — герой-напівбог. Він приносить людям вогонь знищує чудовиськ, винаходить різноманітні знаряддя і зброю, бере участь у створенні кокосових горіхів і собак. Мауї вступає в постійні конфлікти і змагання з богами, прямуючи відняти в них частину їхніх сил і привілеїв на користь людей, а також показати власну перевагу над ними. Подібно богам, Мауї наділений особливою силою (мала). Він гине при спробі знищити богиню смерті і тим самим дарувати людям безсмертя. В центральній Полінезії є жрецька версія про Мауї як шляхетного напівбога; чинному разом із богами.